# Hollandale, Wisconsin
Hollandale là một làng thuộc quận Iowa, tiểu bang Wisconsin, Hoa Kỳ. Năm 2006, dân số của làng này là 283 người.